# 皮拉尤

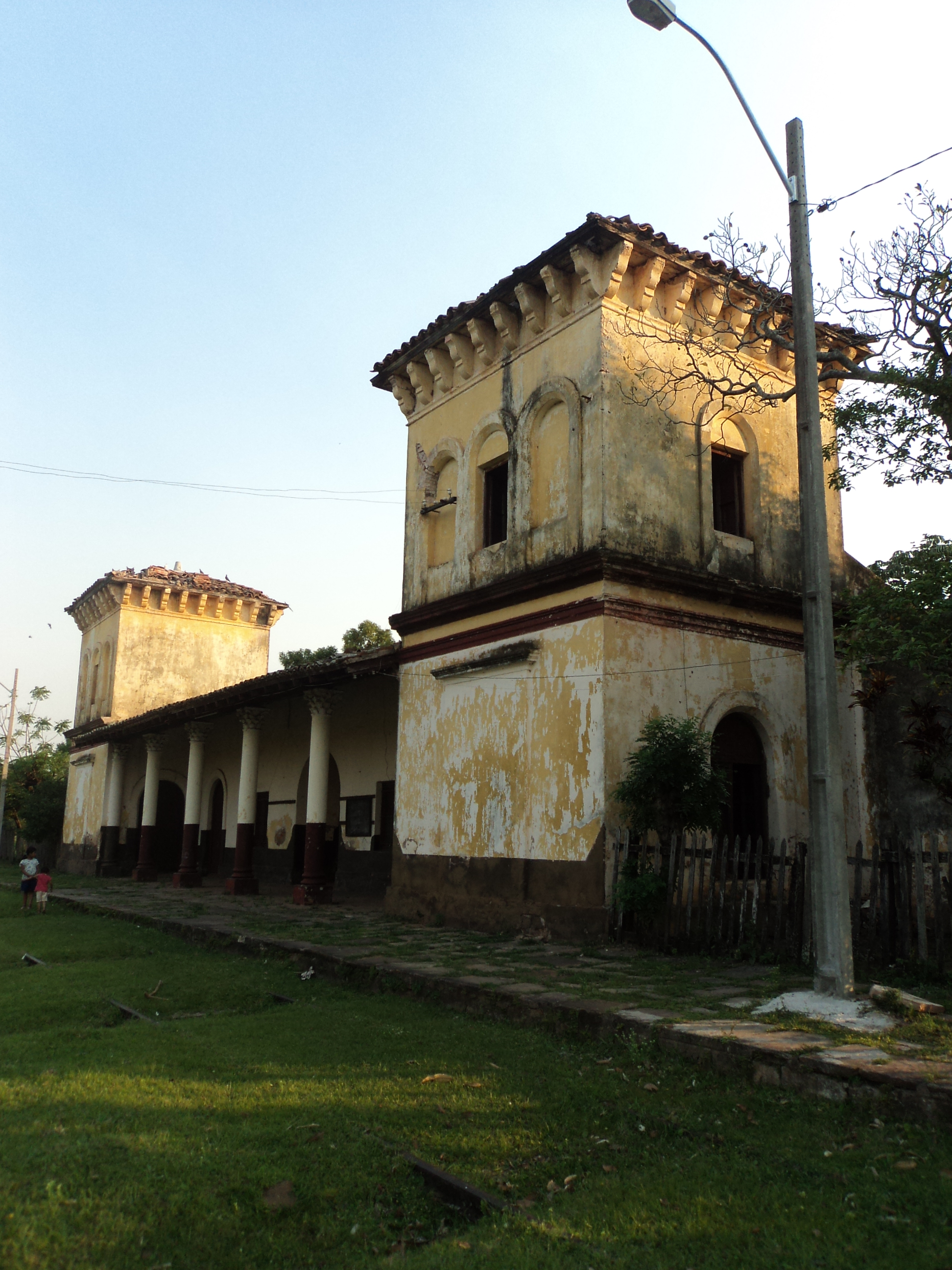

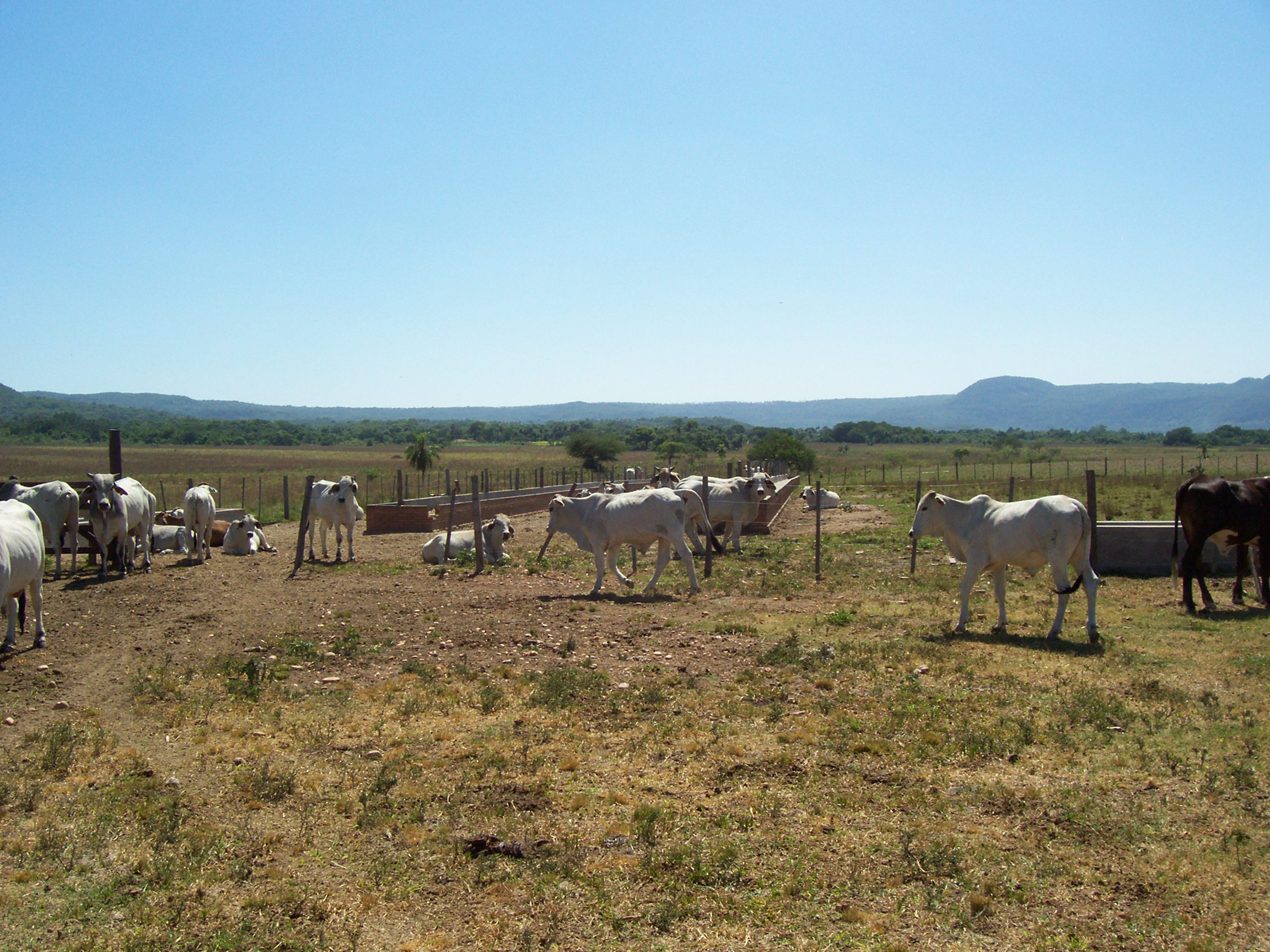

皮拉尤（西班牙語：Pirayú），是巴拉圭的城鎮，位於該國西南部，由巴拉瓜里省負責管轄，距離亞松森50公里，始建於1769年，面積141平方公里，人口15,793，人口密度每平方公里112人。